# Fonbeauzard
Fonbeauzard är en kommun i departementet Haute-Garonne i regionen Occitanien i södra Frankrike. Kommunen ligger i kantonen Toulouse 14e Canton som tillhör arrondissementet Toulouse. År 2022 hade Fonbeauzard 3 086 invånare.

## Befolkningsutveckling
Antalet invånare i kommunen Fonbeauzard
Referens:INSEE